# Páskovka
Páskovka (Cepaea) je rod suchozemských plžů z čeledi Helicidae. Ulity jsou často pestře zbarvené a vzorované hnědými pruhy. Dva druhy tohoto rodu, páskovka hajní a páskovka keřová, jsou rozšířené a běžné v západní a střední Evropě a byly zavlečeny do Severní Ameriky. Oba byli vlivnými modelovými druhy pro probíhající studie genetiky a přírodního výběru. Stejně jako mnoho hlemýžďovitých, tito šneci používají během páření šíp lásky.

## Druhy
Po dlouhou dobu byly čtyři druhy řazeny do rodu páskovka. Molekulární fylogenetické studie však naznačovaly, že dva z nich by měly být zařazeny do rodů Macularia a Caucasotachea, které nejsou přímými příbuznými ani páskovkou ani sobě navzájem:
- páskovka keřová (Cepaea hortensis)
- páskovka hajní (Cepaea nemoralis)
- páskovka lesní (Cepaea sylvatica), nyní Macularia sylvatica
- páskovka žíhaná (Cepaea vindobonensis), nyní Caucasotachea vindobonensis

## Mezidruhové vztahy
Areál páskovky keřové sahá dále na sever než páskovky hajní ve Skotsku a Skandinávii a je jediným ze dvou druhů na Islandu. Podobně ve švýcarských Alpách se páskovka keřová vyskytuje až do výše 2050 m, ale páskovka hajní pouze do 1600 m. Naopak jižní okraj pohoří leží severněji u páskovky keřové, na rozdíl od páskovky hajní se nevyskytuje v Itálii a ve Španělsku má omezenější rozšíření (v severovýchodním rohu).
Tam, kde se areály překrývají, páskovka keřová preferuje chladnější místa s delší a vlhčí vegetací. Tyto dva druhy se však často vyskytují na místě společně, v této situaci hustoty obou navzájem ovlivňují růst, plodnost a úmrtnost. Poněkud se však liší svým chováním: páskovka keřová je aktivnější při nižších teplotách, výše na vegetaci a je více denně aktivní, i když se to zdá být nezávislé na tom, zda je přítomen jiný druh nebo ne.
Pokud v laboratoři není na výběr partnera, mohou dva druhy páskovky tvořit hybridy, které se budou zpětně křížit s rodičovskými druhy, ale plodnost je velmi nízká.

## Polymorfismus ulity

### Popis a genetika

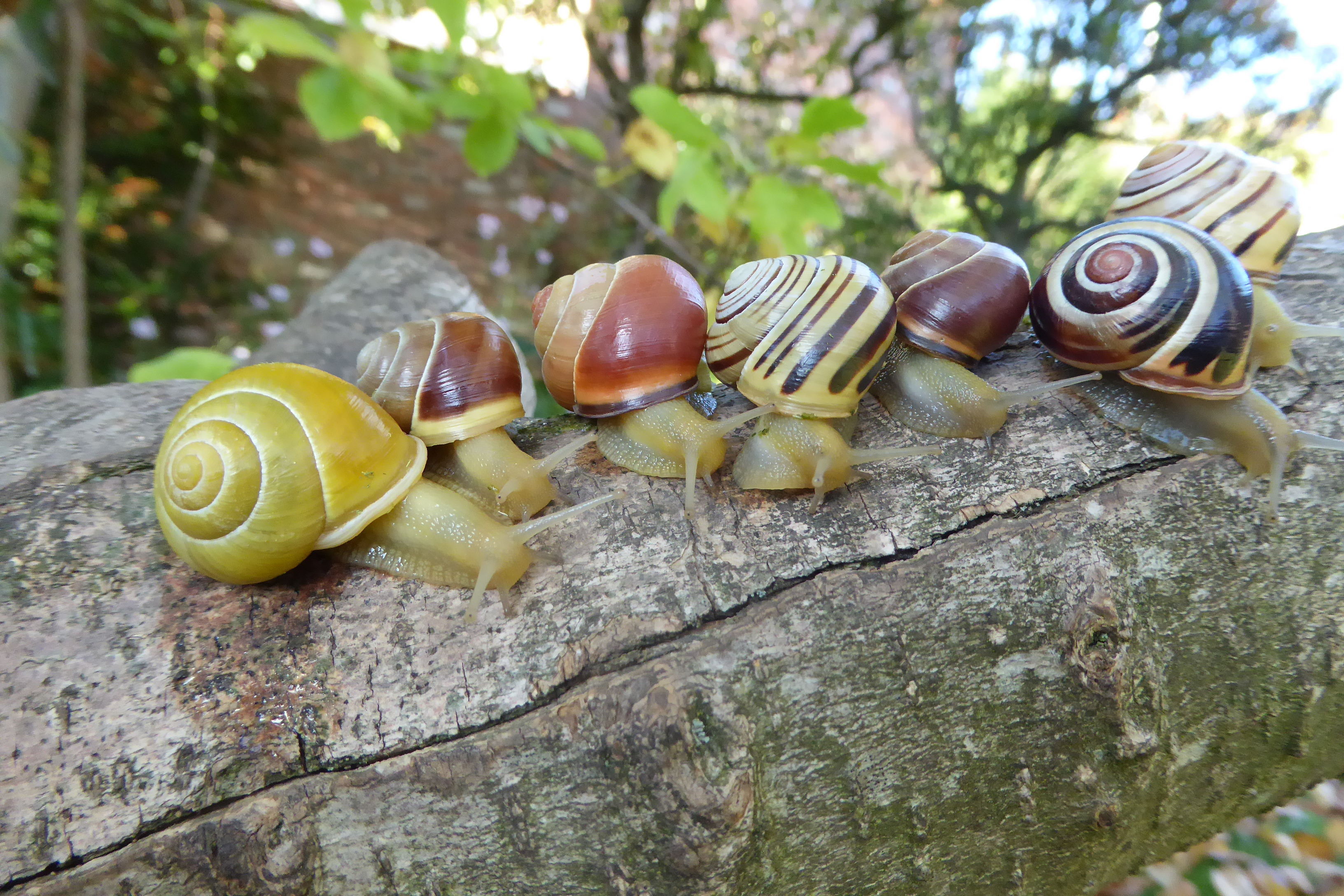
Páskovka hajní, vykazující barevné a pruhované polymorfismy

Dva druhy páskovky sdílí genetický polymorfismus pro barvu a pruhovaný vzor ulity.
Barva pozadí ulity se pohybuje od tmavě hnědé, přes růžovou až po žlutou nebo dokonce blížící se bílé. Tato variace je spojitá, ale v distribuci jsou odpovídající hnědým, růžovým a žlutým morfám. Barvu určují hlavně alely na jednom lokusu s hnědou dominantní až růžovou, která je dominantní až žlutá.
Kolem ulity se spirálovitě táhne až pět pásů (velmi zřídka více) očíslovaných 1 až 5, přičemž větší čísla jsou dále od vrcholu pláště. Konvenční skórovací anotace je zapsat 12345, pokud jsou přítomny a odděleny všechny pásy, ale nahradit číslo 0, pokud pás není na své obvyklé pozici, a uzavřít čísla do závorek, pokud jsou pásma sloučena se svými sousedy. 003(45) by tedy znamenalo, že horní dva pásy chybí a spodní dva jsou srostlé.
Dominantní alela na jednom lokusu způsobí absenci všech pásů, dominantní alela na jiném lokusu způsobí ztrátu všech pásů kromě pásu 3 a dominantní alela na třetím lokusu způsobí ztrátu právě pásů 1 a 2. První z těchto tří lokusů je úzce spjat s lokusem určujícím barvu ulity, s dalším ovlivňujícím šíření pruhu a barvu jednoho proužku a s lokusem. Tato kolekce spojených lokusů je součástí supergenu. Důsledkem tohoto uspořádání je, že ulity různých barev přítomných v populaci často vykazují různé poměry pruhovaných a neproužkovaných ulit: toto je příklad nerovnováhy ve spojení.
Pásy jsou obvykle tmavě hnědé, ale to je ovlivněno geny ovlivňujícími intenzitu a zbarvení (např. černá nebo oranžová). Další lokus (část supergenu) určuje, zda je pás spojitý nebo tvoří sekvenci skvrn. Genetika, která je základem fúze sousedních pásů, není dobře pochopena.

### Evoluční vysvětlení

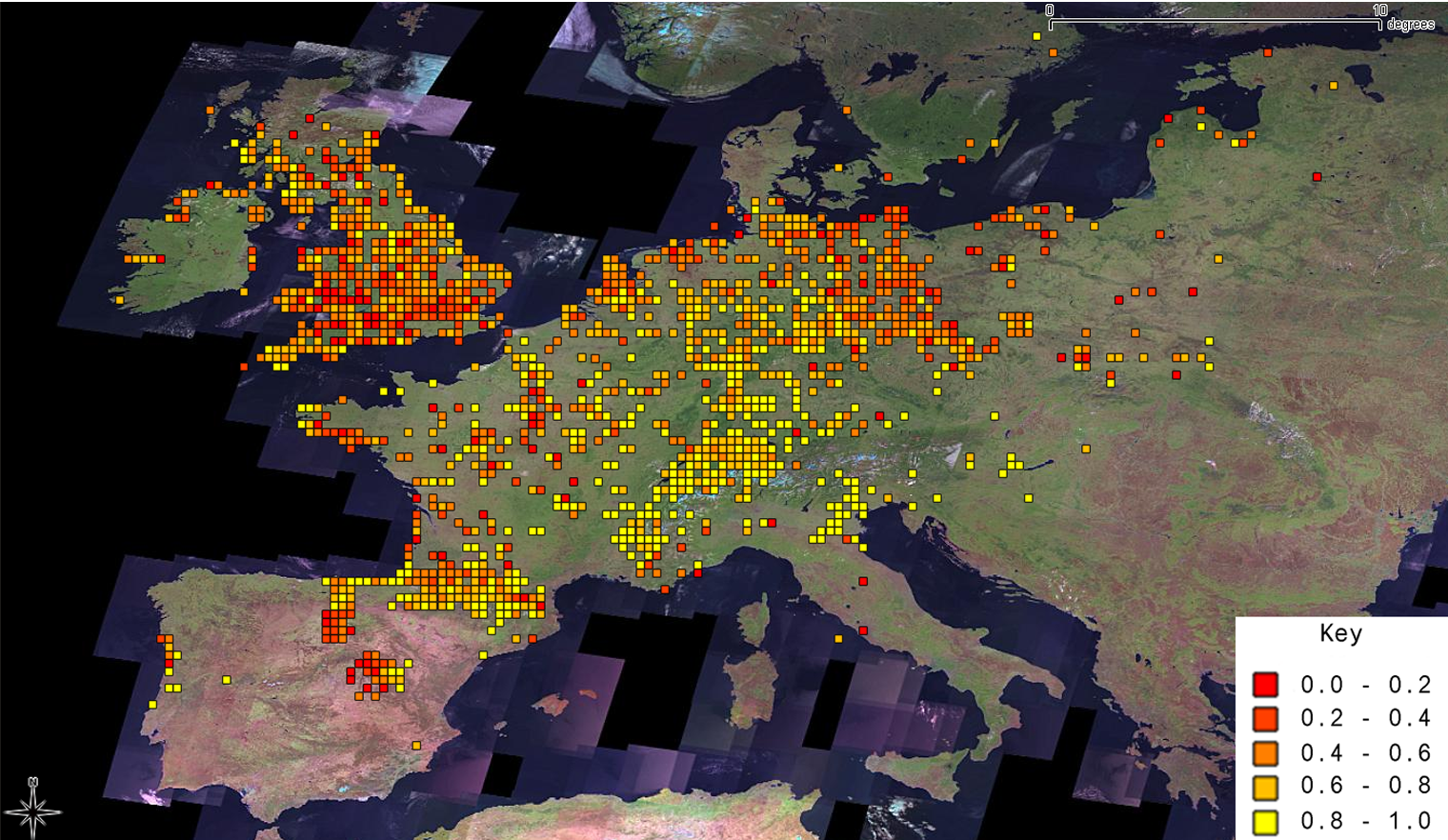
Podíl ulit páskovky hajní, které jsou žluté v roce 2011

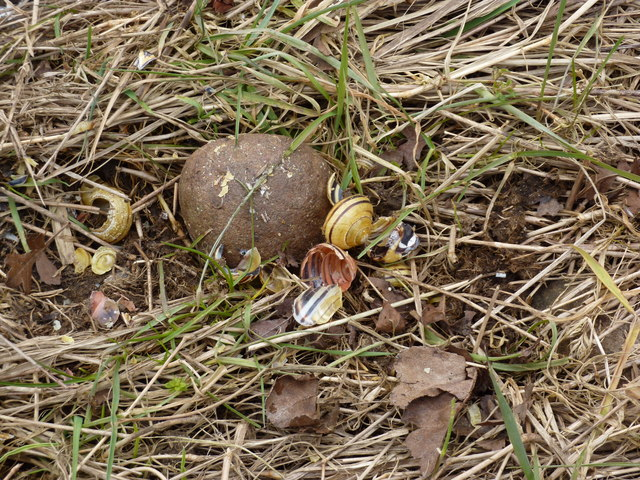
Kovadlinový kámen drozda: zbytky ulit šneků sežraných drozdem, který je rozbil o kámen

U obou druhů většina populací vykazuje polymorfismus v jednom nebo více těchto znaků ulity. Statisticky však můžeme detekovat systematické variace na kontinentálních měřítkách a také mezi stanovišti a v různých měřítkách až do několika desítek metrů. Existují také statistické důkazy o změnách v čase, a to jak na základě srovnání mezi subfosilními a moderními ulitami, tak na převzorkování stejných lokalit s odstupem několika desetiletí, i když posledně jmenované za dané období častěji zjistily jen malé změny (stáze). Mnoho výzkumů v ekologické genetice se zabývalo důvody jak variací, tak systematických trendů.
Dva selekční tlaky, které by mohly nejschůdněji působit na vzhled ulit, jsou klimatický výběr a predace. Tmavší ulity se na slunci rychleji zahřívají, což může být výhodné pro studenokrevné živočichy ve stinných lesích, ale na otevřených stanovištích hrozí přehřátí a smrt. Předpokládá se, že tento kompromis je také zodpovědný za větší podíl žluté páskovky hajní na jihu, ale je zvláštní, proč tento trend není přítomen u páskovky keřové. Na rozdíl od předpovědí nevedlo nedávné globální oteplování k detekovatelnému nárůstu žlutých morf v kontinentálním měřítku. Použití fotocitlivé barvy ukázalo, že světlejší morfové tráví více času vystaveni slunci, což může znamenat, že polymorfismus skořápky umožňuje koexistenci různých morfů na místě tím, že okupují různá mikrostanoviště.
Regulace teploty i predace dávají stejnou předpověď bledých ulit v otevřených stanovištích a tmavých ulit v lesích, takže – ačkoli se předpověď často potvrdila – je obtížné testovat, které vysvětlení je důležitější. Drozdi zpěvní však rozbíjejí lastury páskovky na kamenech („kovadlinách“), což umožňuje srovnání těch, které předcházejí, s těmi, kteří jsou přítomni v místním prostředí. Kromě směrové selekce upřednostňující maskované jedince mohou vizuálně vyhledávající predátoři způsobit odpadlickou selekci. Hypotézou je, že tvoří vyhledávací obraz pro nejběžnější morfy, upřednostňují ty morfy, které jsou lokálně vzácné, čímž podporují rozmanitost. Kromě vizuálního efektu jsou pigmenty ulity spojeny s rozdíly v síle ulity, takže mohou ovlivnit predaci dravců hledajících nevizuálně, například v noci.
Několik studií prokázalo předpokládanou evoluční reakci vzhledu ulity na změnu stanoviště. Spojení vzhledu ulity a lokality však není vždy konzistentní, zejména ve více narušených prostředích, takže se má za to, že vliv mají také náhodné efekty, zejména efekty zakladatele. Dva druhy páskovky kolonizovaly velkou část Evropy pouze během posledních 4000 generací, takže čas, který je k dispozici pro selekci, byl omezený a místní antropogenetické poruchy musely často zvrátit, které morfy jsou optimální. Kromě toho se hlemýždi rozptylují pomaleji než mnoho jiných zvířat, takže nejvhodnější geny mohou lokálně chybět.
Například biologové byli svého času zmateni fenoménem „plošných efektů“; stejná morfa páskovky se může trvale nacházet v široké oblasti, ale v přilehlých oblastech podobného stanoviště místo toho převládá jiný soubor morf s ostrým přechodem mezi nimi. Vysvětlení přijímané v současnosti je, že relativně nedávno změna stanoviště umožnila rychlou kolonizaci prázdných oblastí potomky několika zakladatelských jedinců, dokud se kolonie nerozšířila do oblastí obsazených jinými populacemi; následně vnitrodruhová konkurence zpomalila šíření genů do sousedních obsazených oblastí. Přesto se navrhuje, aby byl občasný přenos genů mezi oblastmi různých stanovišť důležitý pro zachování místní diverzity fenotypů.